# Farbror Joakim och Knattarna i jakten på den försvunna lampan
Farbror Joakim och Knattarna i jakten på den försvunna lampan (engelska: Ducktales the Movie: Treasure of the Lost Lamp) är en amerikansk-fransk animerad film från 1990, producerad av Walt Disney Pictures. Filmen är baserad på TV-serien Duck Tales och var den första av Disneybolagets tecknade långfilmer som inte animerats av Walt Disney Feature Animation - istället svarade en av de animationstudior som senare skulle komma att bli Disneytoon Studios för den.

## Handling
Farbror Joakim tillsammans med knattarna och Anki är på jakt efter Collie Babas skatt. De kraschlandar i Egypten och upptäcker snart att de inte är ensamma med att hitta skatten, utan även den onde Merlock som enbart vill komma åt den magiska lampan som kan ge honom oändligt många önskningar.

## Rollista
| Roll                      | Originalröst      | Svensk röst      |
| Joakim von Anka           | Alan Young        | John Harryson    |
| Knatte, Fnatte och Tjatte | Russi Taylor      | Monica Forsberg  |
| Anki                      | Russi Taylor      | Lena Ericsson    |
| Djinni                    | Rip Taylor        | Ingemar Carlehed |
| Sigge McKvack             | Terence McGovern  | Ulf Källvik      |
| Merlock                   | Christopher Lloyd | Ulf Källvik      |
| Albert                    | Chuck McCann      | Roger Storm      |
| Fru Matilda               | Joan Gerber       | Irene Lindh      |
| Dijon                     | Richard Libertini | Anders Öjebo     |

## Svenska premiärer
- 22 mars 1991 - Svensk biopremiär[6]
- 1992 - Köpvideopremiär
- hösten 1995 - Nypremiär på video
- 14 maj 1997 - Nypremiär på video
- 21 januari 2004 - Nypremiär på video, samt premiär på DVD[7]